# Nitrofen
Nitrofen – organiczny związek chemiczny z grupy eterów aromatycznych, pochodna eteru difenylowego. Jest herbicydem. Ze względu na obawy dotyczące jego rakotwórczości, stosowanie nitrofenu zostało zakazane w Unii Europejskiej od 1988 r., a w Stanach Zjednoczonych od 1984 r. zaprzestano jego produkcji.

## Właściwości
Czysty nitrofen jest bezbarwnym, krystalicznym proszkiem, który jest praktycznie nierozpuszczalny w wodzie. Na powietrzu ciemnieje. Produkt komercyjny może być żółty, brązowy lub czarny.

## Zagrożenia
Międzynarodowa Agencja Badań nad Rakiem zaklasyfikowała nitrofen jako czynnik rakotworczy typu 2B (prawdopodobnie rakotwórczy dla ludzi).
Nitrofen zaburza układ hormonalny. Ma podobną strukturę do hormonu tarczycy i jest uważany za mutagenny. W eksperymentach na zwierzętach wykazano, że nitrofen działa rakotwórczo i teratogennie. Ponieważ nie jest rozkładany przez organizm, gromadzi się w tkance tłuszczowej podczas karmienia zwierząt. U drobiu może przenikać do jaj.
Zastosowanie tej substancji jako herbicydu zostało opatentowane przez Rohm and Haas. Został opracowany w USA w 1964 r. jako środek chwastobójczy i sprzedawany na całym świecie pod nazwami handlowymi Mezotox, Niclofen, NIP, Nitrophen, Nitrochlor, Tokkorn, Trizilin, TOK E-25 i Trazalex.
Pozostałości nitrofenu w paszy, ekologicznych jajach i ekologicznym drobiu wywołały skandal w Niemczech latem 2002 roku.